# Список графов и князей Монбельяра
Граф Монбельяра (фр. Comtes de Montbéliard, нем. Grafen von Mömpelgard) — титул правителя графства Монбельяр, выделенного в 1042 году из графства Бургундия. Главной резиденцией графов был замок Монбельяр. Графы Монбельяра были вассалами императоров Священной Римской империи, но часть их владений зависело от пфальцграфов Бургундии и герцогов Бургундии. В 1495 году графы Монбельяра получили статус имперских князей, который сохранялся до 1748 года. В результате Великой французской революции в 1789 году Монбельяр был аннексирован Францией и ноябре 1793 года был окончательно присоединён к ней.

## Графы Монбельяра
Монбельярский дом

Герб графов Монбельяра

- 1042—1073: Людовик де Скарпон (ок. 1010 — ок. 1073), граф Монбельяра, Феррета и Альткирха с 1042, граф Бара и сеньор Муссона (по праву жены) с 1038
- 1073—1105: Тьерри I (ок. 1040—1105), граф Монбельяра, Феррета и Альткирха с ок. 1073, граф Бара (Тьерри II) и сеньор Муссона с 1093, сын предыдущего
- 1105—1162: Тьерри II (ок. 1085—1162), граф Монбельяра с 1105, сын предыдущего

Дом де Монфокон

Герб графов Монбельяра из дома Монфокон

- 1162—1195: Амедей (ок. 1130—1195), сеньор де Монфокон (Амедей II) с 1162, граф Монбельяра с 1162, внук предыдущего, сын Амедея I де Монфокон и Софии Монбельярской, дочери Тьерри II
- 1195—1204: Ричард I (ок. 1150—1204), сеньор де Монфокон (Ричард III) и граф Монбельяра с 1195, сын предыдущего

Дом де Монфокон, ветвь сеньоров Се
- 1204—1228: Ричард II (ум. 1228), сеньор де Се и де Варе (Ричард I) с 1191, граф Монбельяра и сеньор де Монфокон (Ричард IV) с 1204, племянник предыдущего, сын Оттона II де Се и Алисы де Монфокон
- 1228—1283: Тьерри III (ок. 1205 — 1283), граф Монбельяра с 1228, сын предыдущего

Дом Хассенбург (Нёфшатель)
- 1283—1317: Гильометта (ум. 1317), графиня Монбельяра с 1283, правнучка предыдущего, дочь Амедея, графа Нёфшателя, сына Рудольфа III, графа Нёфшателя, и Сибиллы Монбельярской
муж: Рено Бургундский (ум. 1322)

Дом де Шалон (Бургундская ветвь)
- 1283—1322: Рено Бургундский (ум. 1322), граф Монбельяра с 1283, муж предыдущей
- 1322—1332: Отенин Безумный (ум. 1338), граф Монбельяра 1322—1332, сын предыдущего
- 1332—1367: Агнес (ок. 1295 — 1367), графиня Монбельяра с 1332, сестра предыдущего
муж: Генрих де Монфуко (ум. 1367), сеньор де Монфуко

Дом де Монфуко
- 1332—1367: Генрих I де Монфокон (ум. 1367), сеньор де Монфокон с 1309, граф Монбельяра с 1322, муж предыдущей, правнук Ричарда II (IV), графа Монбельяра
- 1367—1397: Этьен (Стефан) (ок. 1325—1397), сеньор де Монфуко и граф Монбельяра с 1367, сын предыдущего
- 1397—1444: Генриетта (1387—1444), дама де Монфуко и графиня Монбельяра с 1397, внучка предыдущего, дочь Генриха де Монфуко, сеньора д'Орб
муж: Эберхард IV (1388—1419), граф Вюртембера и Ураха с 1417, граф Монбельяра (по праву жены) с 1407

Вюртембергский дом

Герб герцогов Вюртемберга и графов Монбельяра с 1504 года

- 1444—1450: Людовик (Людвиг) I (IV) (1412—1450), граф Вюртемберга (Людвиг IV) 1419—1441, граф Вюртемберг-Ураха с 1441, граф Монбельяра с 1444, сын предыдущего
- 1444—1446: Ульрих V (1413—1480), граф Вюртемберга 1419—1441, граф Вюртемберг-Штутгарта с 1441, граф Монбельяра 1444—1446, брат предыдущего
- 1450—1457: Людовик (Людвиг) II (V) (1439—1457), граф Вюртемберг-Ураха и граф Монбельяра с 1450, сын Людовика I
- 1454—1473: Эберхард V Бородатый (1445—1496), граф Вюртемберг-Ураха 1450—1495, герцог Вюртемберг-Ураха и Тека с 1495, граф Монбельяра 1454—1473, 1482—1496, брат предыдущего
- 1473—1482: Генрих (1448—1519), граф Монбельяра 1473—1482, сын Ульриха V
- 1482—1496: Эберхард V Бородатый (вторично)
- 1496—1498: Эберхард VI (I) (1447—1504), граф Вюртемберг-Штутгарта 1480—1495, герцог Вюртемберг-Штутгарта 1495—1496, герцог Вюртемберга (Эбергард I) 1496—1498, граф Монбельяра 1496—1496, брат предыдущего
- 1498—1519: Ульрих VI (I) (1487—1550), герцог Вюртемберга с 1498, граф Монбельяра 1498—1519, 1534—1550, племянник предыдущего, сын Генриха Вюртембергского
- 1519—1534: Георг I (1498—1558), герцог Вюртемберга с 1514, граф Монбельяра 1519—1534, брат предыдущего
- 1534—1550: Ульрих VI (I) (вторично)
- 1550—1553: Кристоф (1515—1568), герцог Вюртемберга и граф Монбельяра с 1550, сын предыдущего
- 1553—1558: Георг I (вторично)
- 1558—1608: Фридрих I (1557—1608), герцог Вюртемберга и граф Монбельяра с 1558, сын Георга I
- 1608—1617: Иоганн Фридрих (1582—1631), граф Монбельяра 1608—1617, герцог Вюртемберг-Штутгарта с 1608, сын предыдущего
- 1617—1631: Людвиг Фридрих (1586—1631), герцог Вюртемберг-Монбельяра с 1617, брат предыдущего
- 1640—1662: Леопольд Фридрих (1624—1662), герцог Вюртемберг-Монбельяра с 1640, сын предыдущего
- 1662—1699: Георг II (1626—1699), герцог Вюртемберг-Монбельяра с 1662, брат предыдущего
- 1699—1723: Леопольд Эберхард (1670—1723), герцог Вюртемберг-Монбельяра с 1699, сын предыдущего
- 1723—1733: Эберхард Людвиг (1676—1733), герцог Вюртемберга с 1693, герцог Вюртемберг-Монбельяра с 1723, правнук герцога Иоганна Фридриха Вюртемберг-Штутгартского
- 1733—1737: Карл Александр (1684—1737), герцог Вюртемберг-Винненталя с 1698, герцог Вюртемберга и граф Монбельяра с 1733, брат предыдущего
- 1737—1789: Карл Евгений (1728—1793), герцог Вюртемберга с 1737, граф Монбельяра 1737—1789, сын предыдущего

В результате Великой французской революции в 1789 году Монбельяр был аннексирован Францией.